# Rugby Club bassin d'Arcachon
 (juin 2009).
Si vous disposez d'ouvrages ou d'articles de référence ou si vous connaissez des sites web de qualité traitant du thème abordé ici, merci de compléter l'article en donnant les références utiles à sa vérifiabilité et en les liant à la section « Notes et références ».
Actualités
Le Rugby Club bassin d'Arcachon est un club français de rugby à XV né de la fusion de l'Union sportive testerine et du Sport athlétique arcachonnais en 2008. Il est basé à La Teste-de-Buch en Gironde.
Il évolue en Nationale 2 lors de la saison 2024-2025.

## Historique
Le 15 et 16 mai 2008, les deux assemblées générales des clubs de rugby de la Teste de Buch et d'Arcachon ont entériné le projet de fusion. Le Rugby club bassin d'Arcachon (RCBA) vient de naître.
En 2008-2009, l'équipe première termine 3e de sa poule, puis chute en 8e de finale contre Bardos (5-6).
En 2009-2010, le club finit deuxième de sa poule derrière le Sporting club tulliste. De ce fait, l'Union doit passer par les phases finales pour assurer son objectif de montée. Le RCBA échoue en 32e de finale contre Rion-des-Landes à Ychoux 14 à 18. Le RCBA reste donc en Fédérale 3.
En 2010-2011, le RCBA finit premier de sa poule et se qualifie de fait pour les phases finales. Après un bilan positif de quatre défaites en 22 matchs de championnat, il est éliminé dès les 32e de finale par Anglet. En parallèle, la réserve du RCBA est sacrée championne de France Excellence B, s'imposant en finale contre Saint-Paul-lès-Dax sur le score de 24 à 16.
En 2011-2012, le RCBA finit premier de sa poule comme la saison précédente est accède donc aux 32e de finale du championnat de fédérale 3. Le RCBA va battre successivement Navarrenx en 32e puis Nogaro en 16e, acquérant ainsi sa promotion en Fédérale 2. Par la suite, il bat Aire-sur-l'Adour en 8e, Gourdon en quart, l'US Tours en demi avant de battre Gaillac en finale et donc de devenir champion de France de Fédérale 3.
En 2012-2013, le club se maintient donc en Fédérale 2.
Au terme de la saison 2016-2017, le RCBA accède la Fédérale 1 et se maintient dès sa première année à ce niveau.
En 2022, le club est promu dans le nouveau championnat de Nationale 2.

## Personnalités du club

### Joueurs emblématiques
- Damien Costanzo
- Jean-Baptiste Cros
- Adrien Domec
- Anthony Tesquet
- Simon Mannix

### Entraîneurs
- Simon Mannix
- 2024-2025 : David Banquet et Didier Faugeron